# Dallas Hart
Dallas Hart (* 14. Februar 1995 in Michigan) ist ein US-amerikanischer Schauspieler.

## Leben
Hart wurde im US-Bundesstaat Michigan geboren, wo er auch aufwuchs. Später zog er nach Los Angeles, Kalifornien. Ab 2011 und in den folgenden Jahren erhielt er in Kurzfilmen erste Besetzungen und trat außerdem als Episodendarsteller in verschiedenen US-amerikanischen Fernsehserien in Erscheinung. Ab 2014 war er außerdem in Nebenrollen in verschiedenen Spielfilmen zu sehen. 2015 übernahm er in der Fernsehserie The Social Experiment in sechs Episoden die Rolle des Will. Von 2017 bis 2020 verkörperte er in der Netflix-Serie Greenhouse Academy die Rolle des Leo Cruz.

## Filmografie
- 2011: Motion Sickness (Kurzfilm)
- 2012: Front Seat Chronicles (Fernsehserie, Episode 2x06)
- 2012: Everybody Lies (Kurzfilm)
- 2013: The Park Bench (Kurzfilm)
- 2013: We Are Men (Fernsehserie, Episode 1x05)
- 2013: Early Summer (Kurzfilm)
- 2014: The Fosters (Fernsehserie, Episode 2x03)
- 2014: Ashes of Eden
- 2014: A Matter of Faith
- 2014: Journey to Abaddon (Kurzfilm)
- 2015: Chasing Hayes (Kurzfilm)
- 2015: The Social Experiment (Fernsehserie, 6 Episoden)
- 2016: The Guest House
- 2016: Astrid Clover (Fernsehserie, Episode 3x24)
- 2016: The Curse of Sleeping Beauty – Dornröschens Fluch (The Curse of Sleeping Beauty)
- 2016: Rizzoli & Isles (Fernsehserie, Episode 7x01)
- 2017–2020: Greenhouse Academy (Fernsehserie, 39 Episoden)
- 2017: Sunset Glory: Doolittle's Heroes (Fernsehserie)
- 2018: Dirty Bomb (Kurzfilm)
- 2019: Brynn Elliot: Internet You (Kurzfilm)